# Glashütten bei Langeck im Burgenland
Glashütten bei Langeck im Burgenland (ungarisch Hosszúszeghuta, Langecküveghuta) ist eine Ortschaft, und mit dem Namen Glashütten bei Langeck auch eine Katastralgemeinde der Marktgemeinde Lockenhaus im Bezirk Oberpullendorf im Burgenland.

## Geografie

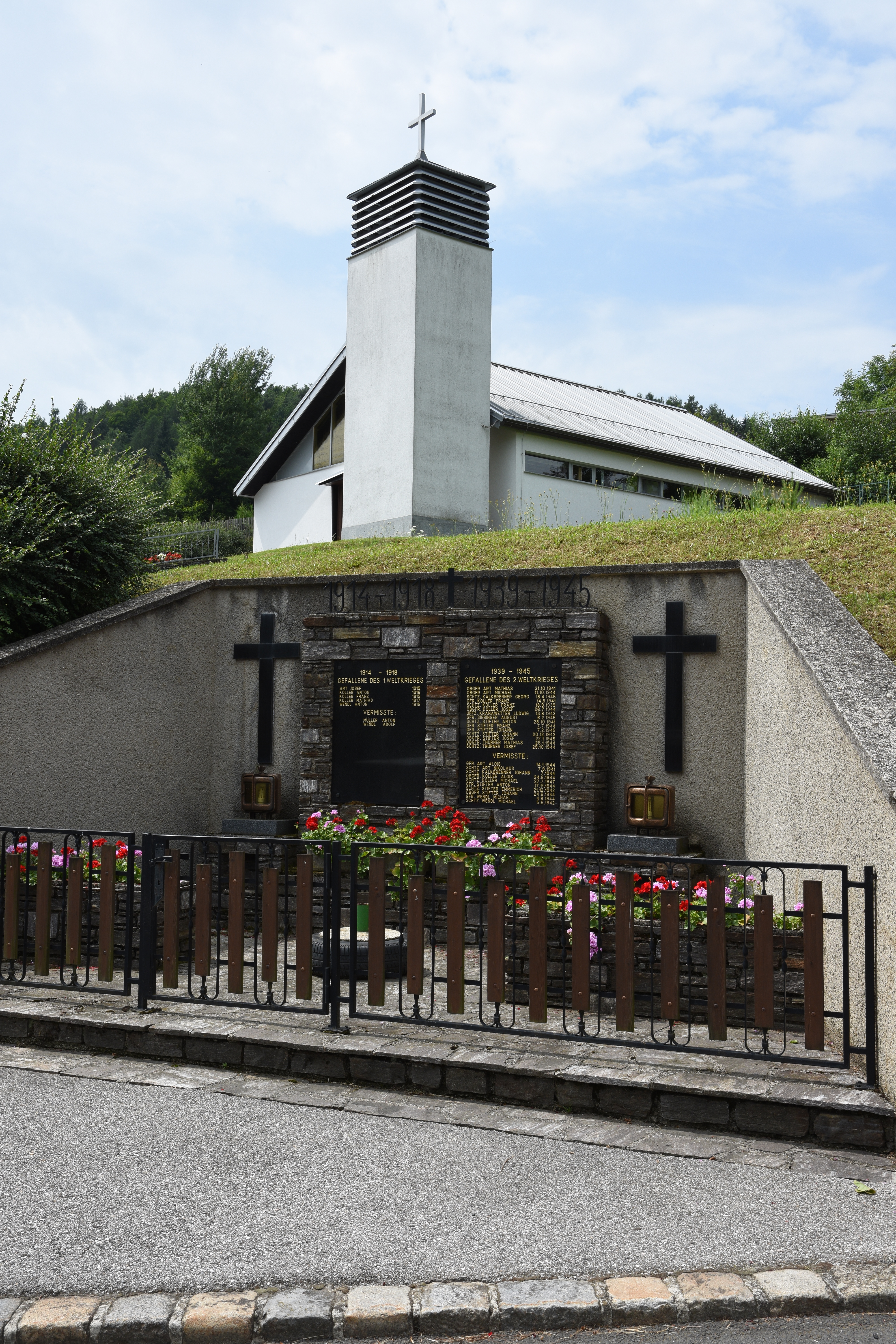
Kapelle und Kriegerdenkmal Glashütten

Das Dorf liegt in einer Waldlichtung am nördlichen Abhang des Günser Gebirges und ist nur über die bei Lockenhaus beginnende Landesstraße L349 erreichbar. Der Ort wird vom Gainaubach entwässert, der in die Güns mündet und ist nicht zu verwechseln mit Glashütten bei Schlaining, welches rund 4 Kilometer weiter westlich liegt.

## Geschichte
Die namensgebende Glashütte wurde bereits 1745 stillgelegt. Auf dem freigewordenen Gebiet wurden um 1800 eine Siedlung angelegt, aus der sich der heutige Ort entwickelte. Laut Adressbuch von Österreich waren im Jahr 1938 in der Ortsgemeinde Glashütten ein Dachdecker, zwei Gastwirte, zwei Gemischtwarenhändler und ein Maurermeister ansässig.
Der Ort gehörte wie das gesamte Burgenland bis 1920/21 zu Ungarn (Deutsch-Westungarn). Ab 1898 musste aufgrund der Magyarisierungspolitik der Regierung in Budapest der ungarische Ortsname Hosszuszeghuta verwendet werden. Nach Ende des Ersten Weltkriegs wurde nach zähen Verhandlungen Deutsch-Westungarn in den Verträgen von St. Germain und Trianon 1919 Österreich zugesprochen. Seit 1921 gehört Glashütten zum damals neu gegründeten Bundesland Burgenland (siehe auch Geschichte des Burgenlandes).
Am 1. Jänner 1971 wurde der Ort im Zuge des Gemeindestrukturverbesserungsgesetzes der burgenländischen Landesregierung mit den Ortschaften Hammerteich, Hochstraß, Langeck im Burgenland und Lockenhaus zur neuen Gemeinde Lockenhaus zusammengelegt.

## Siedlungsentwicklung
Zum Jahreswechsel 1979/1980 befanden sich in der Katastralgemeinde Glashütten bei Langeck insgesamt 120 Bauflächen mit 71.544 m² und 79 Gärten auf 99.542 m², 1989/1990 gab es 169 Bauflächen. 1999/2000 war die Zahl der Bauflächen auf 371 angewachsen und 2009/2010 bestanden 208 Gebäude auf 433 Bauflächen.

## Bodennutzung
Die Katastralgemeinde ist landwirtschaftlich geprägt. 105 Hektar wurden zum Jahreswechsel 1979/1980 landwirtschaftlich genutzt und 24 Hektar waren forstwirtschaftlich geführte Waldflächen. 1999/2000 wurde auf 87 Hektar Landwirtschaft betrieben und 43 Hektar waren als forstwirtschaftlich genutzte Flächen ausgewiesen. Ende 2018 waren 62 Hektar als landwirtschaftliche Flächen genutzt und Forstwirtschaft wurde auf 53 Hektar betrieben. Die durchschnittliche Bodenklimazahl von Glashütten bei Langeck beträgt 28,7 (Stand 2010).